# Municipio de Wells (condado de Delta)
El municipio de Wells (en inglés: Wells Township) es un municipio ubicado en el condado de Delta en el estado estadounidense de Míchigan. En el año 2010 tenía una población de 4885 habitantes y una densidad poblacional de 47,26 personas por km².

## Geografía
El municipio de Wells se encuentra ubicado en las coordenadas 45°46′58″N 87°10′24″O / 45.78278, -87.17333. Según la Oficina del Censo de los Estados Unidos, el municipio tiene una superficie total de 103.36 km², de la cual 102.45 km² corresponden a tierra firme y (0.88%) 0.91 km² es agua.

## Demografía
Según el censo de 2010, había 4885 personas residiendo en el municipio de Wells. La densidad de población era de 47,26 hab./km². De los 4885 habitantes, el municipio de Wells estaba compuesto por el 96.27% blancos, el 0.02% eran afroamericanos, el 1.84% eran amerindios, el 0.31% eran asiáticos, el 0.04% eran isleños del Pacífico, el 0.06% eran de otras razas y el 1.45% pertenecían a dos o más razas. Del total de la población el 0.47% eran hispanos o latinos de cualquier raza.